# Maeda Toshihisa
Maeda Toshihisa (前田 利久?; 1537? – 1587?) è stato un samurai giapponese del periodo Sengoku appartenente al clan Maeda.

## Biografia
Toshihisa, figlio ed erede di Maeda Toshimasa, divenne brevemente capo del clan Maeda dopo la morte del padre fino al 1569 anno in cui gli fu ordinato da Oda Nobunaga di ritirarsi in favore di suo fratello Toshiie probabilmente perché non aveva figli naturali. Maeda Keiji fu suo figlio adottivo.
Questo deteriorò il rapporto tra i due fratelli che comunque si riappacificarono circa nel 1580 quando Toshihisa, dopo esser diventato monaco, seguì il clan nella provincia di Noto dove gli fu assegnato uno stipendio di 7.000 koku.
Toshihisa divenne custode del castello di Kanazawa durante le assenze di Toshiie. Morì nel 1587, anche se alcune fonti riportano nel 1583.